# Ferrovia Roma-Napoli (alta velocità)
La ferrovia ad alta velocità Roma-Napoli è una linea ferroviaria ad Alta Velocità/Alta Capacità (AV/AC), i cui lavori sono iniziati nel 1994.
La linea è parte dell'"Asse ferroviario 1" della Rete ferroviaria convenzionale trans-europea TEN-T. Vi espletano servizio i treni Frecciarossa e Frecciargento di Trenitalia e i treni AV Italo di NTV.
È stata la prima linea ad Alta Velocità a essere attivata in Italia (senza prendere in considerazione la direttissima Firenze-Roma).

## Storia
L'appalto per la progettazione definitiva ed esecutiva e la realizzazione della linea fu assegnato nel 1991 da TAV al Consorzio IRICAV Uno (Consorzio IRI per l'Alta Velocità Uno) quale figura di "contraente generale". Il Consorzio, a sua volta, affidò l'opera in sub-appalto ad altre imprese, mantenendo però a sé la direzione e la supervisione generale.
I lavori, cominciati nell'aprile 1994 con l'apertura del primo cantiere in località Sgurgola, dovevano concludersi nell'aprile 1999 con l'affido della linea a RFI e il conseguente avvio delle attività di collaudo e di pre-esercizio da parte di quest'ultima (operazioni che avrebbero dovuto svolgersi fino a ottobre dello stesso anno). Tuttavia, una serie di eventi di varia natura hanno invece ingenerato un ritardo di diversi anni sulla tabella di marcia. Tra questi, possono essere citati:
- ostacoli di natura burocratica, specialmente nelle aree metropolitane di Roma e Napoli dove i contenziosi amministrativi avviati da molti soggetti colpiti da espropri hanno avuto ripercussioni temporali notevoli;
- numerosi ritrovamenti archeologici in corso d'opera, che hanno imposto continue consultazioni tra TAV, enti locali e centrali e anche alcune variazioni progettuali (come un ponte in località Valmontone non previsto inizialmente);
- difficoltà di ordine economico parallelamente al progressivo aumento dei costi, alle quali, tra il 2000 e il 2001, ha fatto seguito la fuoriuscita dei privati dalla compagine azionaria di TAV e quindi il venir meno dell'originario schema contrattuale di "project financing" che ha comportato il trasferimento dell'intero costo a carico dello Stato (lo schema originario prevedeva invece un contributo pubblico del 40% con il restante 60% a carico dei privati). Alla fine la linea costerà oltre il 100% in più dell'originaria cifra stimata;
- problemi di natura giudiziaria per delle sospette infiltrazioni mafiose in alcuni sub-appalti, in seguito alle quali diverse imprese affidatarie sono state estromesse o si sono ritirate.

In seguito alle vicende sopracitate, la realizzazione della linea ebbe luogo in maniera incostante nei suoi vari lotti. Si crearono situazioni diversificate in cui, al raro rispetto dei tempi previsti (come per la galleria "Colli Albani", i cui scavi terminarono, come contrattualmente previsto, nel marzo 1997), si alternò il più frequente ritardo nella consegna delle varie opere. Ad ogni modo, alla fine del 2000 i lavori sulla sede fisica del tratto tra Lunghezza e Gricignano di Aversa (ancora privo però di armamento e degli impianti) erano stati completati. Il tracciato non era ancora connesso in alcun modo alla rete esistente e i lavori nel tratto terminale verso Napoli vennero fatti partire solo nel 2001. Per evitare ulteriori e più gravi ritardi, proprio nel 2001 fu stabilita una soluzione provvisoria e di compromesso che avrebbe dovuto portare la linea a essere operativa entro la fine del 2003:
- dal lato Roma, si scelse di consentire l'ingresso dei treni AV nella Capitale creando un raccordo temporaneo con la ferrovia Roma-Pescara in corrispondenza della stazione di La Rustica e sfruttandone il percorso urbano in comune con i treni locali sino alla stazione di Roma Termini, senza dunque dover attendere gli ulteriori anni necessari a portare a termine l'ingresso urbano indipendente dell'Alta Velocità (che era stato anch'esso cantierato con molto ritardo);
- dal lato Napoli, si decise di realizzare, all'altezza di Gricignano di Aversa (alla progressiva chilometrica 195 in direzione sud), un'interconnessione con la ferrovia proveniente da Foggia che avrebbe avuto la funzione di instradare sugli ultimi chilometri di quest'ultima i treni AV diretti verso Napoli in attesa del completamento del futuro tratto terminale della linea.

Tali opzioni si sarebbero poi mostrate determinanti nel consentire l'avvio dell'esercizio commerciale della linea non più tardi di quattro anni dopo.

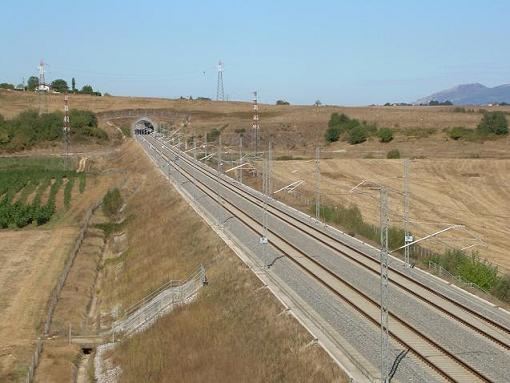
Un rettilineo della linea nei pressi di Anagni

Sempre nel 2001, durante i mesi estivi, ebbe inizio la posa dell'armamento con rotaie di produzione austriaca eccezionalmente lunghe (108 m a pezzo) al fine di ridurre il numero di saldature necessarie e garantire la maggior continuità possibile.
Nel 2002 incominciò l'attrezzaggio per l'alimentazione elettrica. Nel frattempo il notevole ritardo nella consegna dei lavori aveva offerto l'occasione per riconsiderare le caratteristiche del sistema di segnalamento. In ambito europeo, le principali industrie del settore erano impegnate da tempo (sotto la supervisione delle stesse istituzioni comunitarie) alla definizione di un sistema di gestione del traffico standard valevole per tutto il territorio dell'Unione europea. Tale sistema fu denominato "ERTMS" ("European Railway Traffic Management System"). RFI colse questa occasione per decidere di attrezzare tutte le sue future linee AV-AC (a partire proprio dalla costruenda Roma-Napoli che ne ha costituito la prima applicazione pratica a livello europeo) con questa nuovissima tecnologia di segnalamento. Il progetto originario (risalente ai primi anni novanta) di un sistema di ripetizione dei segnali in cabina a 13 codici fu così del tutto abbandonato.
Su un altro fronte, per supplire al persistente "isolamento" della linea AV-AC dal resto della rete, si stabilì di utilizzare l'interconnessione di Anagni, peraltro non ancora alimentata elettricamente, per portare sulla linea AV-AC (attraverso l'utilizzo di motrici diesel D.445) i treni di misurazione e quelli per le corse prova.
Nell'autunno 2002 iniziarono così i primi test a bassa velocità sulla linea, usando a tal fine una motrice E.402B politensione al traino di alcune carrozze atte alla misurazione (armamento e alimentazione elettrica a 2 × 25 kV).
Nel dicembre 2003, fece per la prima volta il suo ingresso in linea un ETR 500, e precisamente il treno politensione numero 31 che si era già distinto in territorio nazionale per il record di 322 km/h stabilito nell'agosto del 2001 sulla direttissima Firenze-Roma. Era anche la prima volta che questo treno entrava in una linea AV-AC a tutti gli effetti, oltre che rappresentare l'esordio mondiale assoluto della circolazione di un treno AV sotto la supervisione del nuovo sistema di sicurezza integrato computerizzato per la gestione e il controllo del distanziamento dei treni "ERTMS" (che opera totalmente via radio-GSM sostituendo i classici segnali luminosi lungo la linea).
Tra fine agosto e inizio settembre 2003 la locomotiva E.492.004 fu impiegata alla trazione di un treno merci sotto la catenaria alimentata a 25 kV 50 Hz, in occasione delle corse di prova del sistema ERTMS, ma la mancanza di rodaggio e la lunga inattività della locomotiva, ferma da tempo nel deposito di Foligno, causarono ben presto una grave avaria che ne determinò l'esclusione dalle prove e il successivo accantonamento nel febbraio 2004.
I test ebbero inizio ad andature moderate per poi essere eseguiti a velocità via via crescenti durante tutta la prima metà del 2004. In occasione di una di dette corse-prova, durante la quale si raggiunsero per la prima volta su questa linea i 200 km/h, furono invitati dei rappresentanti delle istituzioni comunitarie per constatare il funzionamento dell'"ERTMS" che, in prospettiva, dovrà consentire una maggiore interoperabilità fra i vari treni europei. Il 23 aprile 2004 (quasi in coincidenza con il decimo anniversario dell'avvio dei lavori) la linea vide invece infrangere per la prima volta i 300 km/h.
Durante la seconda metà del 2004 e quasi tutto il 2005 fu condotta, sempre con l'ETR 500 politensione numero 31 e con l'aggiunta dei numeri 59 e 60, un'intensa campagna di test (nel corso dei quali, nell'autunno 2005, è stata raggiunta all'altezza del Posto di Movimento di Anagni, corrispondente alla progressiva chilometrica 61 in direzione sud, la velocità di 347 km/h) finalizzati a omologare la tratta ferroviaria per una velocità commerciale di 300 km/h.
Il 19 dicembre 2005 la linea venne aperta al pubblico con il summenzionato raccordo con la ferrovia regionale FL2 e con l'altrettanta già citata interconnessione di Gricignano di Aversa.
Quasi a rivalsa delle interminabili difficoltà che hanno reso arduo il suo completamento, nei primi due anni di esercizio la Roma-Napoli AV-AC ha attirato l'attenzione di numerose amministrazioni ferroviarie europee ed extra-europee, trattandosi della prima linea entrata in servizio al mondo completamente gestita dal nuovo sistema di segnalamento "ERTMS/ETCS di Livello 2" (il più alto attualmente disponibile e che ha un elevato livello di controllo automatico dei parametri).
L'esperienza accumulata con questo sistema grazie ai numerosi mesi di suo intenso collaudo è stata poi messa a disposizione di altre amministrazioni ferroviarie, quali, ad esempio, la francese Réseau ferré de France, impegnata nella realizzazione della nuova linea veloce Parigi-Strasburgo (anche se su di essa l'"ERTMS" non opera in via esclusiva, come accade in tutta la rete AV-AC italiana, bensì affiancato al sistema nazionale TVM), oppure la spagnola Red Nacional de los Ferrocarriles Españoles, le cui delegazioni tecniche inviate sulla Roma-Napoli AV-AC hanno attinto a piene mani dalle conoscenze imbarcate da RFI al fine di risolvere una serie di problemi verificatisi sulla tratta Madrid-Lleida (dove la non piena funzionalità dell'"ERTMS/ETCS di Livello 2" conseguente ad alcune difettosità aveva imposto per mesi una velocità di esercizio commerciale limitata a 200 km/h).
Nell'ottobre 2006 è entrato in funzione il tratto (lungo circa 10 chilometri e prevalentemente sotterraneo) di penetrazione della linea AV-AC nella Capitale mentre nell'estate 2009, nella zona Casal Bertone di Roma, è stato completato il raccordo con i binari provenienti dalla direttissima Firenze-Roma.
L'orario invernale 2009 ha segnato l'avvio dell'esercizio commerciale del tronco terminale tra Gricignano di Aversa e Napoli. Quindi dal 13 dicembre 2009 la linea poté collegare le città di Roma e Napoli in 1 ora e 10 minuti.

## Caratteristiche
| Head station |

| Unknown route-map component "dCONTgq" | Unknown route-map component "dABZq+l" | Unknown route-map component "ABZgr" + Unknown route-map component "KRWl" | Unknown route-map component "KRW+r" + Unknown route-map component "lDST~F" |  |

| Unknown route-map component "d" | Unknown route-map component "dABZg+l" | Unknown route-map component "KRZo" | Unknown route-map component "ABZql" + Unknown route-map component "lDST~G" | Unknown route-map component "ENDEeq" |

| Unknown route-map component "dCONTgq" | Unknown route-map component "dKRZo" | Unknown route-map component "KRZol" | Unknown route-map component "ABZq+l" + Unknown route-map component "PORTALf" | Unknown route-map component "CONTfq" |

| Unknown route-map component "dCONTgq" | Unknown route-map component "dKRZo" | Unknown route-map component "KRZo" | Unknown route-map component "tKRZ" | Unknown route-map component "CONTfq" |

| Unknown route-map component "d" | Unknown route-map component "dYRD" | Unknown route-map component "KRWg+l" | Unknown route-map component "tKRWre" |  |

| Unknown route-map component "d" | Unknown route-map component "dENDEe" | Unknown route-map component "KRWgl" | Unknown route-map component "STR+l" + Unknown route-map component "KRW+r" | Unknown route-map component "CONTfq" |

| Unknown route-map component "BHF-L" | Unknown route-map component "BHF-R" |

| Unknown route-map component "KRWgl+l" | Unknown route-map component "KRWgr+r" |

| Unknown route-map component "tSTRa-l" | Unknown route-map component "tSTRa-r" |

| Unknown route-map component "tSTR" | Unknown route-map component "tHST" |

| Unknown route-map component "tSTRe-l" | Unknown route-map component "tSTRe-r" |

| Unknown route-map component "EIU" | Unknown route-map component "LSTR" |

| Enter and exit short tunnel | Unknown route-map component "LSTR" |

| Enter and exit short tunnel | Unknown route-map component "LSTR" |

| Unknown route-map component "SKRZ-Au" | Unknown route-map component "SKRZ-Au" |

| Straight track | Unknown route-map component "eHST" |

| Non-passenger station/depot on track | Straight track |

| Unknown route-map component "d" | Straight track | One way leftward | Unknown route-map component "dCONTfq" |

| Unknown route-map component "eABZgLl" | Unknown route-map component "exLCONTfq" |

| Unknown route-map component "tSTRa" |

| Unknown route-map component "tSTRe" |

| Unknown route-map component "tSTRa" |

| Unknown route-map component "dCONTgq" | Unknown route-map component "tKRZ" | Unknown route-map component "STR+r" | Unknown route-map component "d" |

| Unknown route-map component "tSTRe" | Unknown route-map component "LSTR" |

| Non-passenger station/depot on track | Unknown route-map component "LSTR" |

| Unknown route-map component "STR+l" | Unknown route-map component "KRZo" | One way rightward |  |

| Unknown route-map component "LSTR" | Unknown route-map component "tSTRa" |  |  |

| Unknown route-map component "LSTR" | Unknown route-map component "tSTRe" |  |  |

| One way leftward | Unknown route-map component "KRZo" | Unknown route-map component "STR+r" |  |

| Non-passenger station/depot on track | Unknown route-map component "LSTR" |

| Unknown route-map component "SPLa" | Unknown route-map component "LSTR" |

| Unknown route-map component "vÜSTol" | Unknown route-map component "LSTR" |

| Unknown route-map component "dSTRc2" | Unknown route-map component "dSTR3+l" | Unknown route-map component "vSTRr-SHI1r" | Unknown route-map component "LSTR" |  |

| Unknown route-map component "dSTR+1" | Unknown route-map component "dSTR+l" + Unknown route-map component "dSTRc4" | Unknown route-map component "KRZo" | One way rightward |  |

| Unknown route-map component "vSTR-HST" | Straight track |  |  |

| Unknown route-map component "SPLe" | Straight track |  |  |

| One way leftward | Unknown route-map component "KRZo" | Unknown route-map component "STR+r" |  |

| Straight track | Station on track |

| Straight track | Unknown route-map component "LSTR" |

| Unknown route-map component "tSTRa" | Unknown route-map component "LSTR" |

| Unknown route-map component "tSTRe" | Unknown route-map component "LSTR" |

| Unknown route-map component "eBHF" | Unknown route-map component "LSTR" |

| Unknown route-map component "tSTRa" | Unknown route-map component "LSTR" |

| Unknown route-map component "tSTRe" | Unknown route-map component "LSTR" |

| Unknown route-map component "tSTRa" | Unknown route-map component "LSTR" |

| Unknown route-map component "tSTRe" | Unknown route-map component "LSTR" |

| Track change | Unknown route-map component "LSTR" |

| Unknown route-map component "tSTRa" | Unknown route-map component "LSTR" |

| Unknown route-map component "tSTRe" | Unknown route-map component "LSTR" |

| Non-passenger station/depot on track | Unknown route-map component "LSTR" |

| Non-passenger station/depot on track | Unknown route-map component "LSTR" |

| Unknown route-map component "dSTR" | Unknown route-map component "dSHI2+l" | Unknown route-map component "dSHI2gr" |

| Unknown route-map component "dSTR" | Unknown route-map component "dSTR" | Unknown route-map component "dBHF" |

| Unknown route-map component "d" | Unknown route-map component "v-STR" | Unknown route-map component "dSTR" | Unknown route-map component "vABZgl-" | Unknown route-map component "dCONTfq" |

| Unknown route-map component "vSTR+GRZq" | Unknown route-map component "dSTR+GRZq" |

| Unknown route-map component "vÜSTu+r" | Unknown route-map component "dLSTR" |

| Unknown route-map component "vSHI2g+l-" | Unknown route-map component "dLSTR" |

| Unknown route-map component "tSTRa" | Unknown route-map component "LSTR" |

| Unknown route-map component "tSTRe" | Unknown route-map component "LSTR" |

| Unknown route-map component "tSTRa" | Unknown route-map component "LSTR" |

| Unknown route-map component "tSTRe" | Unknown route-map component "LSTR" |

| Non-passenger station/depot on track | Unknown route-map component "LSTR" |

| Unknown route-map component "STR+l" | Unknown route-map component "KRZo" | One way rightward |  |

| Unknown route-map component "LSTR" | Unknown route-map component "tSTRa" |  |  |

| Unknown route-map component "LSTR" | Unknown route-map component "tSTRe" |  |  |

| Unknown route-map component "LSTR" | Track change |  |  |

| One way leftward | Unknown route-map component "KRZo" | Unknown route-map component "STR+r" |  |

| Unknown route-map component "vSHI2gl-" | Unknown route-map component "dBHF" |

| Unknown route-map component "vÜSTur" | Unknown route-map component "dSTR" |

| Unknown route-map component "dSTR" | Unknown route-map component "vÜSTu+l" |

| Unknown route-map component "dSTR" | Unknown route-map component "v-SHI2g+r" |

| Straight track | Station on track |

| Unknown route-map component "d" | Straight track | One way leftward | Unknown route-map component "dCONTfq" |

| Unknown route-map component "kkSTR2" + Straight track | Unknown route-map component "kSTRc3" |

| Unknown route-map component "d" | Unknown route-map component "ABZg+l" | Unknown route-map component "kKRZq+4u" | Unknown route-map component "dCONTfq" |

| Station on track | Straight track |

| Unknown route-map component "dCONTgq" | One way rightward | Straight track | Unknown route-map component "d" |

|  | Unknown route-map component "SKRZ-Au" |

| Unknown route-map component "kSTRc2" | Unknown route-map component "kkSTR3" |

| Unknown route-map component "d" | Unknown route-map component "kSTR+1" | Unknown route-map component "exLSTR+l" | Unknown route-map component "exdCONTfq" |

| Unknown route-map component "BHF-L" | Unknown route-map component "exBHF-R" |

| Unknown route-map component "d" | Unknown route-map component "kSTR2" | Unknown route-map component "exLSTRl" | Unknown route-map component "exdCONTfq" |

| Unknown route-map component "kSTRc1" | Unknown route-map component "kkSTR+4" |

|  | Unknown route-map component "tSTRa" |

|  | Unknown route-map component "tSKRZ-A" |

| Unknown route-map component "d" |  | Unknown route-map component "tABZgl" | Unknown route-map component "tdCONTfq" |

|  | Unknown route-map component "tSTRe" |

|  | Unknown route-map component "SEC1" |

| Unknown route-map component "d" |  | Unknown route-map component "ABZg+l" | Unknown route-map component "dCONTfq" |

|  | Unknown route-map component "SKRZ-Au" |

| Unknown route-map component "d" | Unknown route-map component "kSTRc2" | Unknown route-map component "kKRZ3+lu" | Unknown route-map component "dCONTfq" |

| Unknown route-map component "STRc2" + Unknown route-map component "kSTR+1" | Unknown route-map component "ABZg3" |

| Unknown route-map component "dCONTgq" | Unknown route-map component "STR+r" + Unknown route-map component "ABZg+1" | Unknown route-map component "STR+c4" | Unknown route-map component "d" |

| Straight track | Unknown route-map component "tSTRa" |

| End station | Unknown route-map component "tSTR" |

|  | Unknown route-map component "tCONTf" |

### Generali
Il tracciato della ferrovia si sviluppa per circa 168 km allo scoperto, tramite trincee e rilevati, e per la restante parte in gallerie. La maggior parte del suo percorso si trova in territorio laziale, mentre il 37% è in quello campano. La pendenza massima della linea è del 21‰.
Il tunnel più lungo è la galleria Colli Albani, avente una lunghezza di 6725 m.

### Armamento e trazione
La linea è una ferrovia a doppio binario armata da rotaie Vignoles UNI 60 E 1, saldate elettricamente e attacco elastico Pandrol. Quelle del tratto P.M. Salone-1° Bivio Gricignano si appoggiano su traverse in cemento armato precompresso lunghe 260 cm, dal peso di 400 kg e sono distanziate tra loro di 60 cm. Quelle del tronco Gricignano-Casoria sono sostenute da traverse tipo FS marca 230 e FS marca 260.
Lo scartamento adottato è quello ordinario da 1435 mm.
Il raggio minimo delle curve è 5450m, come tutte le linee ad alta velocità italiane (ad eccezione di brevi tratte), mentre la sopraelevazione adottata è di 105mm, l'interasse dei binari è di cinque metri e la velocità base del progetto è stata fissata in 300 km/h.
La trazione è elettrica in corrente alternata con tensione a 25 kV e frequenza a 50 Hz. L'alimentazione è garantita da cinque sottostazioni elettriche (SSE) ubicate nei pressi di Gallicano, Anagni, San Giovanni, Vairano e Marcianise..
Le tre interconnessioni con la Roma - Napoli (via Cassino) e l'interconnessione terminale con la Napoli-Foggia sono invece elettrificate a 3 kV in corrente continua.

### Impianto di segnalamento
Per il sistema di "distanziamento dei treni" viene utilizzata la tecnologia ERTMS/ETCS di "Livello 2". Il sistema, tramite una rete GSM dedicata, gestisce l'autorizzazione al movimento del treno. La linea è quindi costituita da diverse sezioni di blocco radio.
Grazie a tale sistema, la linea è interoperabile, in altre parole permette la circolazione dei treni ad alta velocità europei.

### Percorso
La sede della linea AV-AC ha inizio nei pressi della stazione di Roma Prenestina, a circa 4,5 chilometri da Roma Termini), superata la quale, in direzione Napoli, il sistema di segnalamento ERTMS sostituisce la tradizionale ripetizione segnali in cabina. Tuttavia, il passaggio dall'alimentazione a 3000 V in corrente continua a quella da 2x25 kV in corrente alternata avviene alcuni chilometri oltre, presso il Posto di Movimento di Salone.
Sia il ritorno all’alimentazione elettrica a 3 000 V in corrente continua che quello al segnalamento tradizionale (con la ripetizione segnali in cabina) avvengono poco dopo la nuova stazione di Afragola, nei pressi del Bivio Casoria Nord, dove avviene l'interconnessione con la linea a monte del Vesuvio. Dopo questa località ferroviaria, la linea prosegue il suo cammino per attestarsi presso la stazione di Napoli Centrale.
Per evitare l'attestamento obbligatorio di tutti i treni AV nella stazione Centrale di Napoli, è stata inaugurata nel giugno 2017 la nuova stazione di Napoli Afragola, già predisposta per essere in futuro stazione di interscambio con la linea Circumvesuviana e con la variante Napoli-Cancello comune alle ferrovie Napoli-Bari e Roma-Cassino-Napoli, e che permette l'instradamento diretto dei treni AV verso sud attraverso la linea a monte del Vesuvio.
La linea è dotata di quattro interconnessioni: tre di questa la collegano con la linea storica Roma-Napoli via Cassino, sono situate nei pressi di Anagni (al km 62), Cassino (al km 148) e Caserta (al km 178) e sono percorribili a 160 km/h; la quarta interconnessione, quella di Gricignano di Aversa, prima dell'apertura dell'ultimo tronco della linea fra il 1° Bivio Gricignano e il Bivio Casoria Nord, è stata utilizzata per instradare i treni AV sulla linea storica. Dopo il completamento dell'opera è rimasta attiva come interconnessione di soccorso tecnico.
La lunghezza di tracciato è di 205 km; il tracciato della linea, molto impegnativo dal punto di vista geomorfologico, si snoda per il 38% del suo percorso attraverso gallerie e viadotti. Il restante 62% si articola in rilevati e trincee.